# فاز زینتل
فاز زینتل (Zintl phase) محصول واکنش میان ماده‌ای از گروه ۱ (فلزهای قلیایی) یا گروه ۲ (فلزهای قلیایی خاکی) با بیشتر فلزهای واسطه یا شبه‌فلزات (مانند گروه‌های ۱۳، ۱۴، ۱۵ یا ۱۶) است. این نام گذاری از روی نام ادوارد زینتل کسی که در دههٔ ۱۹۳۰ بر روی آن‌ها تحقیق کرده بود صورت گرفته است. عبارت «فاز زینتل» نخستین بار از سوی فریتس لاوس در ۱۹۴۱ استفاده شد.
فازهای زیتل زیرمجموعه‌ای از ترکیبات میان-فلزی با دمای ذوب بالا و ترد است که یا دیامغناطیس اند یا پارامغناطیس مستقل از دمایند همچنین رسانایی کمی دارند یا نیم رسانا اند. زینل گفته بود که در هنگام شکل گیری این ترکیبات حجم اتمی کم می‌شود و در یافته بود که منجر به ایجاد یون مثبت می‌شود از دیدگاه او، ساختار این مواد یونی است و انتقال کامل الکترون از فلز با الکتروپوزیتیوی بالاتر صورت می‌گیرد.

## نمونه
| نمونه | ساختار |
| --- | ------ |
| • NaTl، که ساختار آن از یک آنیون پلیمری (—Tl−—)n با ساختار الماسی کووالانت به همراه یون‌های Na+ که در میان شبکهٔ آنیونی جای گرفته، تشکیل شده است. |        |
| • NaSi که در آن پلی آنیون (Si4)4− همانند مولکول فسفر P4 هندسهٔ چهاروجهی دارد.                                                                    |        |
| • Na2Tl که در آن پلی آنیون (Tl4)8− همانند مولکول فسفر P4، چهاروجهی است.                                                                         | ---    |